# Augustin Grosselin
Augustin Grosselin, né à Sedan le 14 mai 1800 et mort à Paris 1er le 5 janvier 1870, est l'initiateur de l’enseignement simultané des sourds-muets et des entendants-parlants.

## Biographie
Né à Sedan, il étudie au lycée de Liège puis, à partir de 1814, à celui de Douai. Il vient à Paris en 1820 pour y faire son droit. Il est ensuite secrétaire de Charles Dupin, avant de s'inscrire au barreau en 1824. Il épouse le 6 octobre une de ses cousines, qui lui donnera quatre enfants.
Il publie la même année un Vocabulaire sténographique, inspiré par le système de Samuel Taylor, et qui vise à rendre aussi facile et rapide que la parole la lecture d’un texte sténographique. Grosselin y expose des règles pour l’apprentissage, en moins de deux heures, des éléments de la sténographie. En 1828, il devient sténographe au Messager des chambres, puis, en 1829, au Moniteur. Il fournit le compte-rendu des séances de la Chambre des députés. Il prend la tête d'une institution où il enseigne l'histoire et la géographie. L'expérience se révèle malheureuse (l'établissement est trop éloigné de Paris) et, au bout de trois ans, il revient au Moniteur. Il y est sténographe-réviseur de 1832 à 1851.
En 1836, il publie son Système de langue universelle, qui distingue les « mots radicaux » (exprimant les idées « primitives et simples ») des « mots dérivés » (exprimant les idées « secondaires et imposées »). En 1846, il dirige l'imprimerie géographique Delamarche. En 1848, il se rallie aux principes de la Révolution de février et lance l'éphémère hebdomadaire Justice et Charité.
En 1851, il publie un essai de morale et de politique populaire, Cherchez et vous trouverez. Après le coup d'État du 2 décembre, il est privé de ses fonctions de sténographe-réviseur au Moniteur. Il reprend alors ses recherches sur une amélioration des méthodes d'enseignement. Il entre au conseil d'administration de la Société centrale d'éducation pour les sourds et muets. Il prend contact avec les enseignants de l'Institution nationale des sourds-muets. Et il se penche sur les travaux de l'abbé de l'Épée qui, au XVIIIe siècle, a tenté d'enseigner un langage de signes méthodiques.
En 1852, Augustin Grosselin invente un alphabet phonodactylologique qu'il présente dans des conférences, mais qui ne réussit pas à convaincre : on le trouve ingénieux, mais peu pratique. En 1861, il perfectionne son système : il en fait une méthode de « phonomimie » (mimique du son) permettant de dispenser un enseignement aussi bien aux enfants sourds-muets qu'aux enfants entendant et parlant . Elle est expérimentée dans des classes où sont mêlés enfants sourds-muets et enfants entendant et parlant.
Il publie en 1864 l’Alphabet phonomimique (composé de 32 gestes) et une Méthode phonomimique rendant facile et attrayante l'étude de la lecture. Il fonde en 1866 la Société pour l’instruction et la protection des enfants sourds et muets par l’enseignement simultané des sourds-muets et des entendants parlants (elle deviendra, en 1904, la Société pour l’instruction et la protection des enfants sourds-muets ou arriérés). Il anime durant cinq mois, à l'exposition universelle de 1867, une véritable école groupant enfants sourds-muets et enfants doués de tous leurs sens. Il fonde, en 1870, l’Institution des petites familles, qui a pour devise : Moralité - Travail - Solidarité.
Il meurt à Paris le 5 janvier 1870, à l’âge de 70 ans. Un établissement spécialisé dans l’éducation des enfants sourds de Paris porte son nom. Augustin Grosselin est bien décédé le 5 janvier 1870, acte de décès n°25 , archives du 1er arrondissement de Paris V4E 98 page 4.

## Œuvres
- Vocabulaire sténographique, précédé d'un exposé des principes de la sténographie, Paris, Gautier, 1824.
- Traité de sténographie, Paris, Papinot, 1830.
- Système de langue universelle, Paris, Roret, 1836.
- Méthode pour apprendre sans l'assistance d'un maître la lecture, la prononciation et l'orthographe ; suivie d'alphabets spéciaux pour les sourds-muets, pour les aveugles et pour les sourds-muets aveugles, Hachette, 1854.
- Langage manuel et sténographie, Paris, Raçon, 1859.
- Méthode phonomimique rendant facile et attrayante l'étude de la lecture et permettant d'instruire simultanément les sourds-muets avec les entendants-parlants, Paris, Émile Grosselin, 1864.
- Alphabet phonomimique, Corbeil, Crété, 1864.
- Manuel de la phonomimie ou méthode d'enseignement par la voix et par le geste, Paris, Picard, 1877.

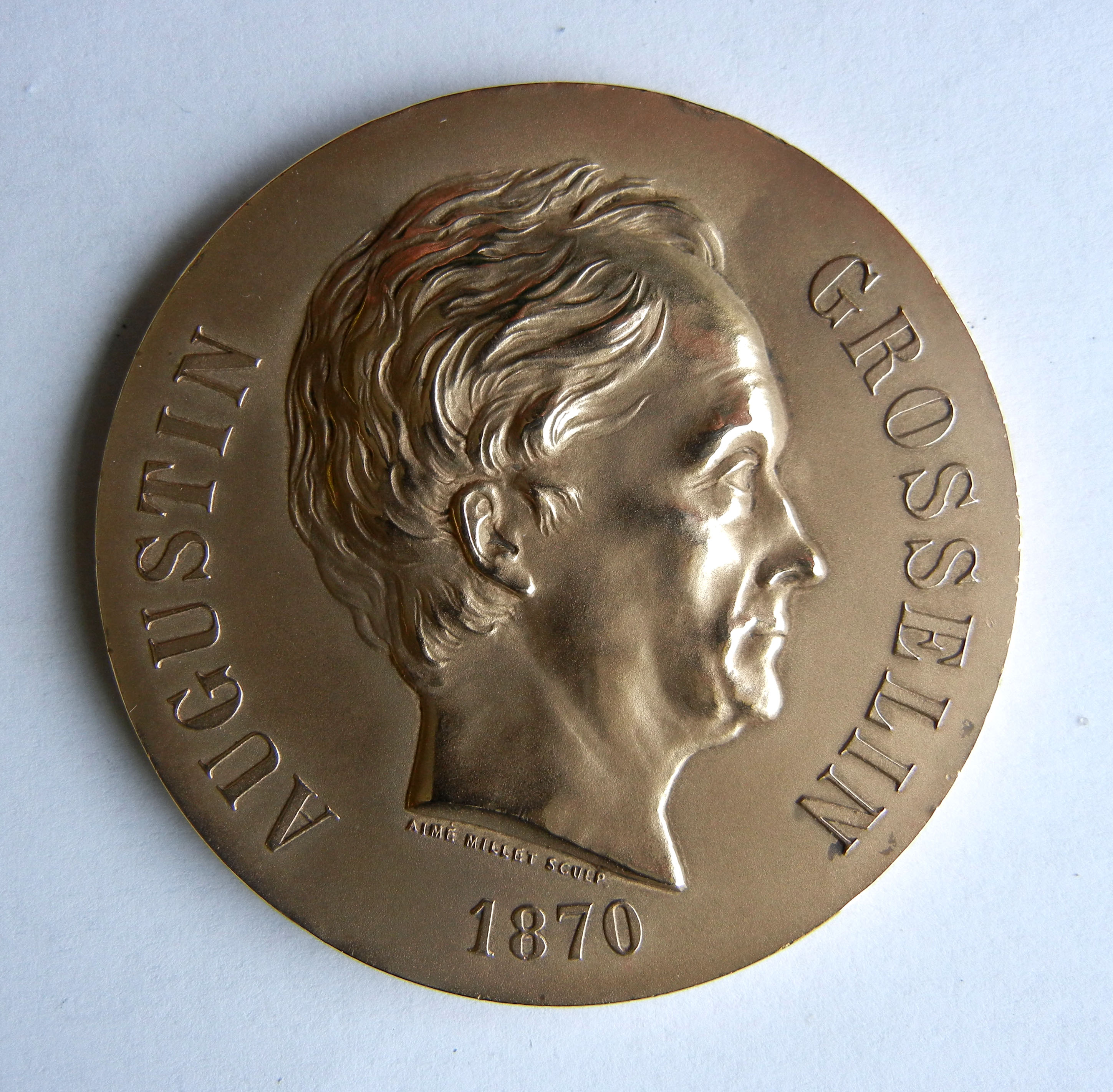
Médaille Augustin Grosselin (1800-1878), Institution des petites familles. Graveur Aimé Millet (1819-1891). Avers.
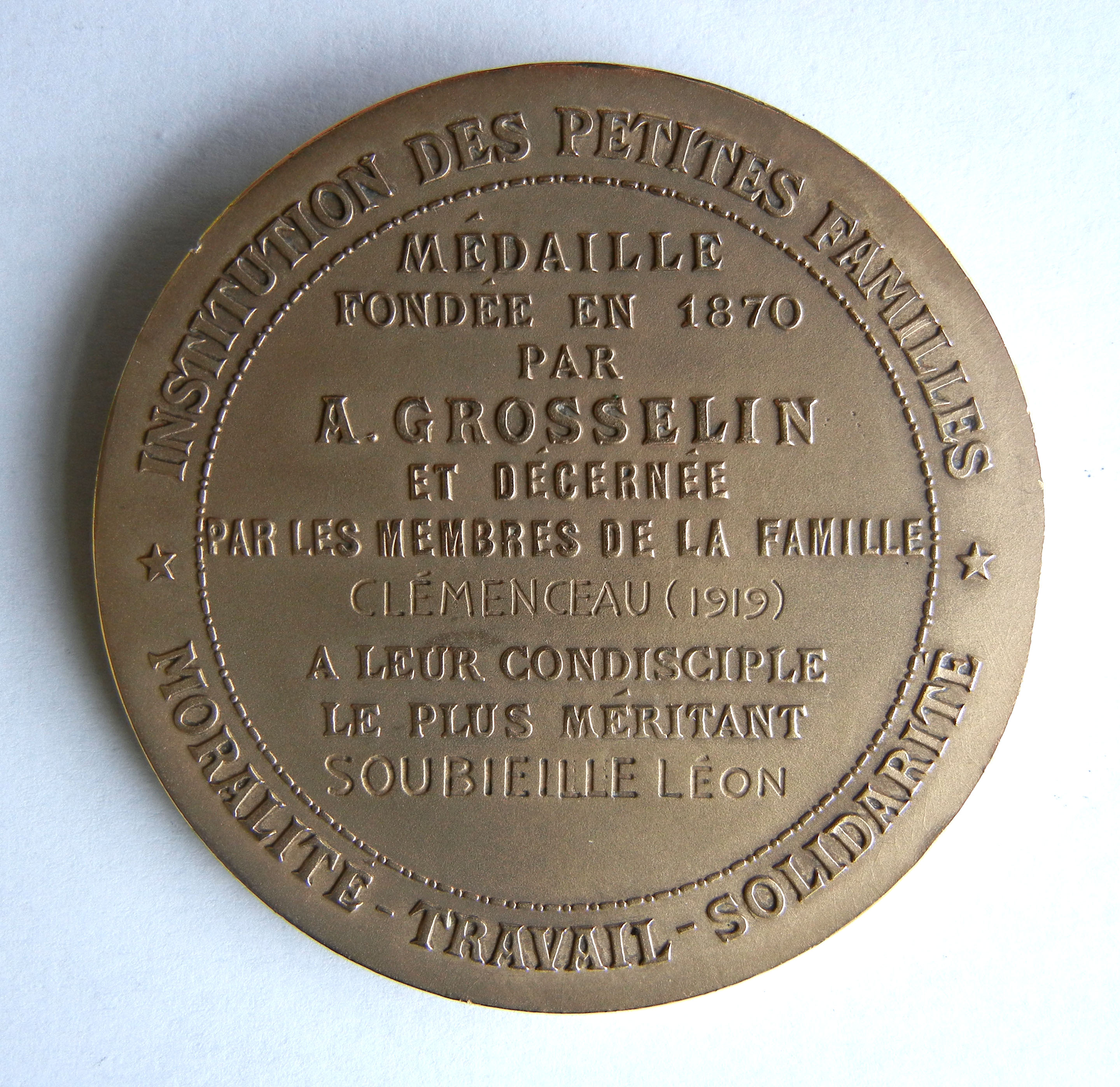
Médaille Augustin Grosselin (1800-1878), Institution des petites familles. Graveur Aimé Millet (1819-1891). Revers.